# Nuzerov
Nuzerov je malá vesnice, část města Sušice v okrese Klatovy v Plzeňském kraji. Nachází se asi pět kilometrů jihozápadně od Sušice. Nuzerov je také název katastrálního území o rozloze 2,29 km².

## Historie
První písemná zmínka o vesnici pochází z roku 1353.

## Obyvatelstvo
| Rok            | 1869 | 1880 | 1890 | 1900 | 1910 | 1921 | 1930 | 1950 | 1961 | 1970 | 1980 | 1991 | 2001 | 2011 | 2021 |
| -------------- | ---- | ---- | ---- | ---- | ---- | ---- | ---- | ---- | ---- | ---- | ---- | ---- | ---- | ---- | ---- |
| Počet obyvatel | 104  | 110  | 128  | 155  | 138  | 180  | 121  | 72   | 45   | 46   | 15   | 10   | 12   | 13   | 12   |
| Počet domů     | 15   | 20   | 20   | 19   | 18   | 20   | 22   | 30   | 30   | 13   | 10   | 6    | 16   | 16   | 16   |

## Obecní správa
Při sčítání lidu v letech 1850–1879 Nuzerov byl osadou obce Prostřední Krušec v okrese Sušice. V letech 1880–1959 byl osadou obce Dolejší Krušec v okrese Sušice. Od roku 1960 je částí města Sušice v okrese Klatovy.

## Pamětihodnosti
- Usedlosti čp. 1, 3 a 4

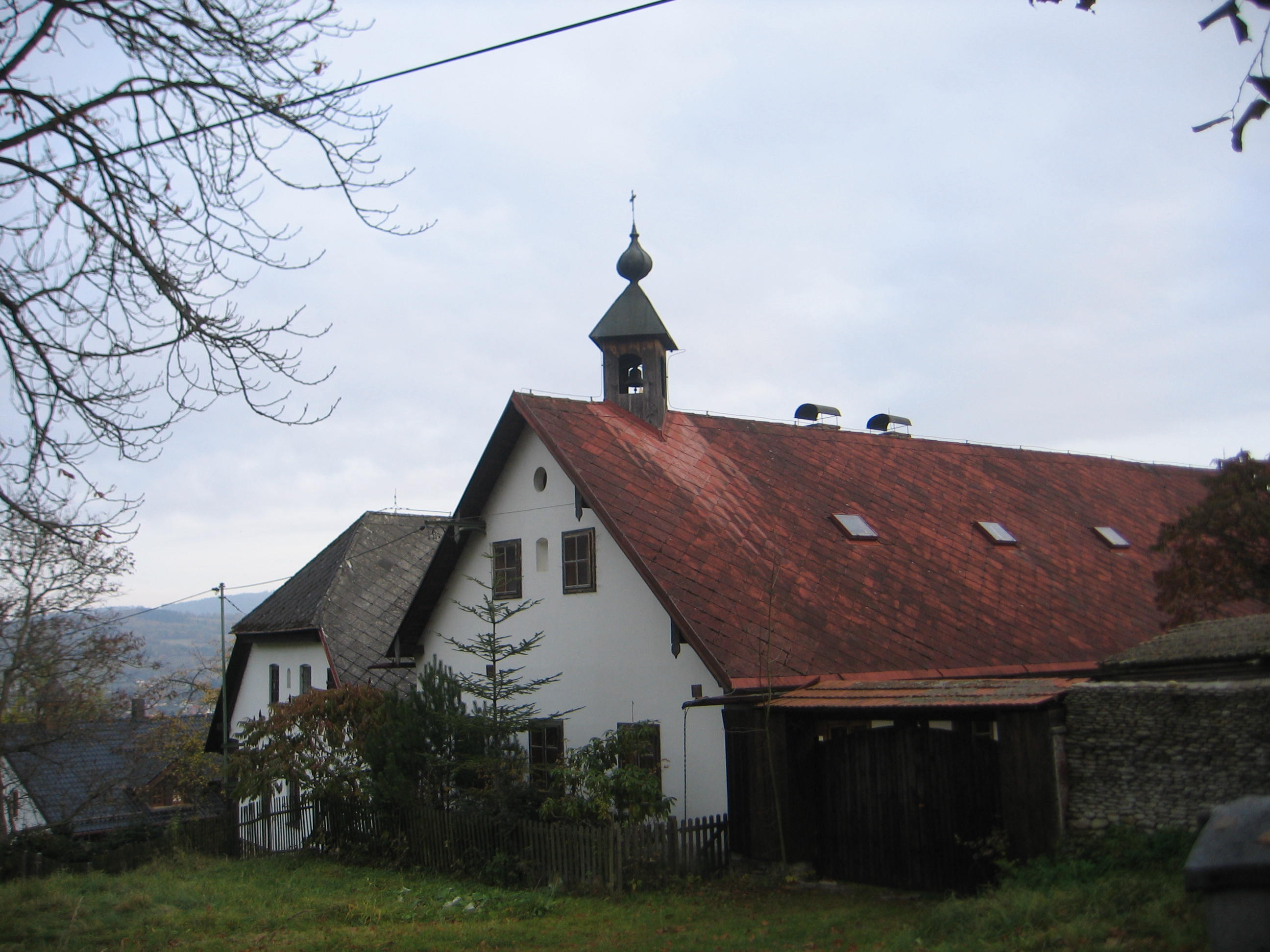
Usedlost čp. 3 a če. 4 od severovýchodu
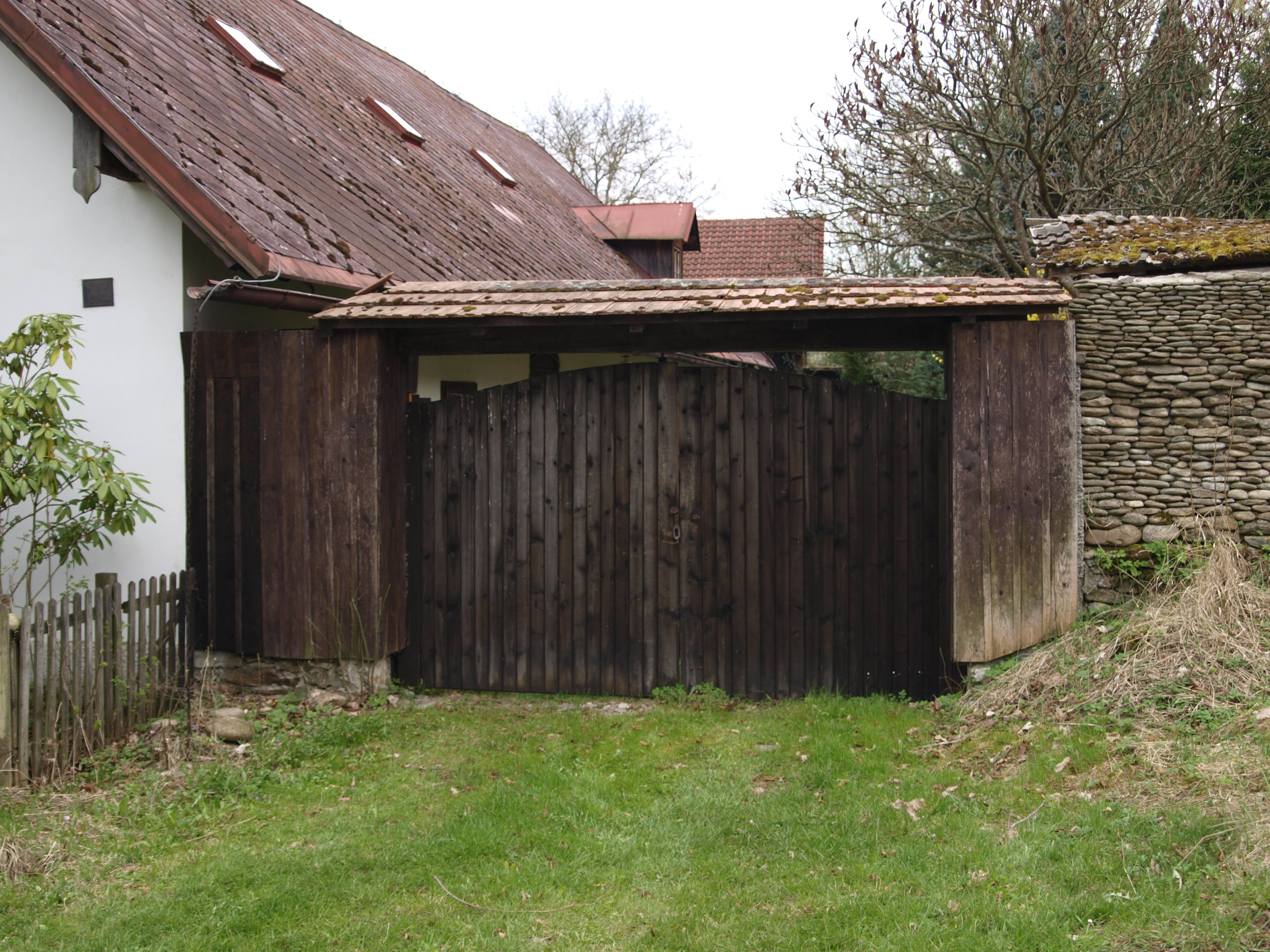
Vrata usedlosti
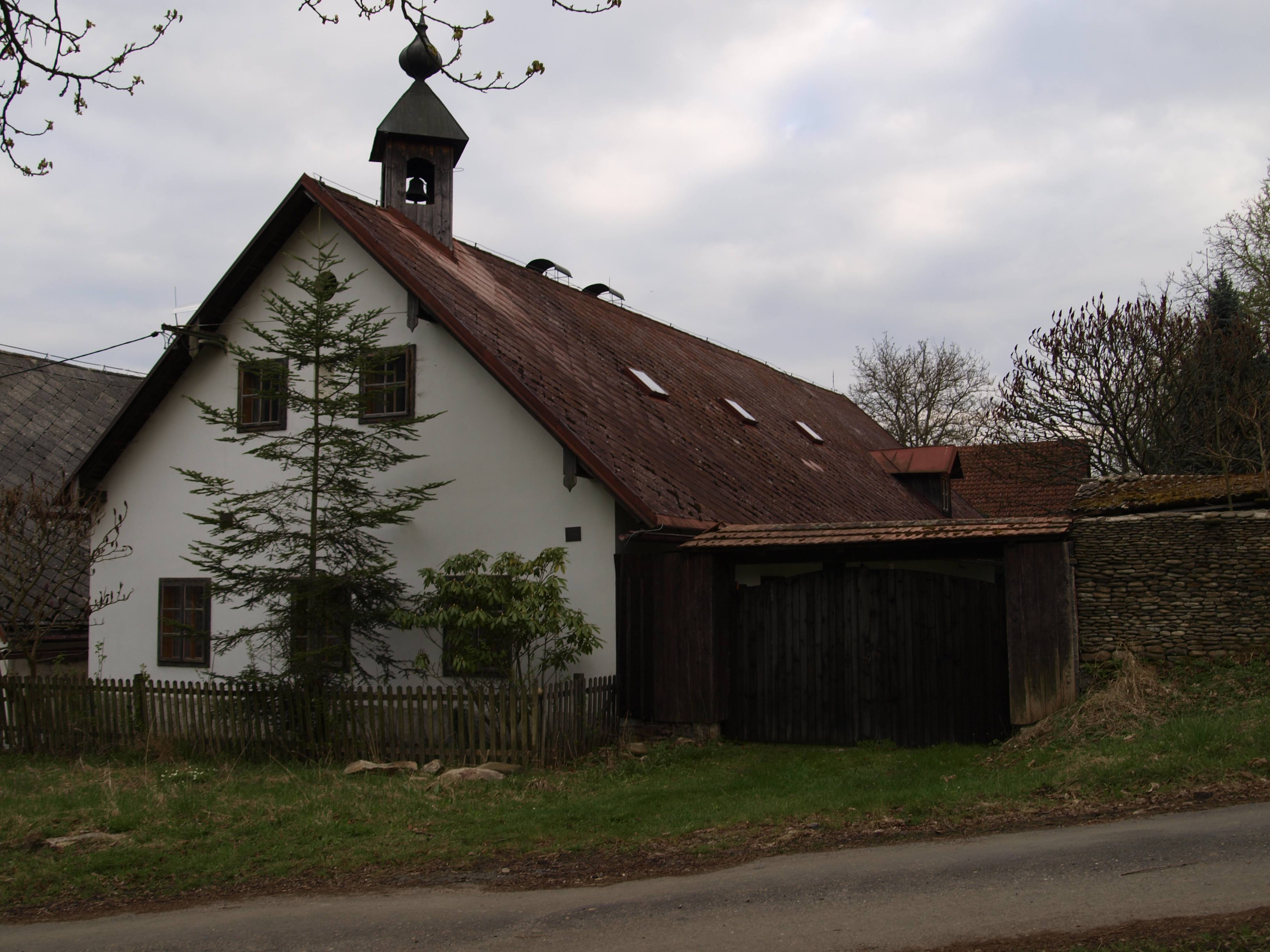
Usedlost čp. 3 a če. 4